# أوميجا اس ايه
أوميجا اس ايه هي شركة صناعة ساعات سويسرية فاخرة مقرها في بيان، سويسرا. أسسها لويس براندت في لا شو دو فون في عام 1848.  في عام 1982 غيرت الشركة اسمها رسميًا إلى أوميجا اس ايه، وهي حاليًا شركة تابعة لمجموعة سواتش . افتتحت أوميغا متحفها للجمهور في بيان في يناير 1984.

## شعار الشركة
أحد شعارات شركة أوميجا هو «أوميجا - الوقت بالضبط لمدي الحياة». تم تطوير الشعار في عام 1931 بناءً على الأداء التاريخي للشركة في تجارب المرصد.

## نماذج بارزة

### أغلى الساعات
- ساعة يد أوميغا Ref. H6582/D96043 التي كانت مملوكة لإلفيس بريسلي بيعت في مزاد علني مقابل 1.812 مليون دولار أمريكي في جنيف في 12 مايو 2018، مما يجعلها أغلى ساعة أوميغا تم بيعها في المزاد.[8] تم تصنيع الساعة في عام 1960 وتم بيعها بواسطة تيفاني أند كومباني في عام 1961.[9]
- تم بيع ساعة أوميجا Stainless Steel Tourbillon 301 في مزاد بواسطة مقابل 1.43 مليون دولار أمريكي (1428500 فرنك سويسري) في جنيف في 12 نوفمبر 2017.[10] كانت آنذاك أغلى ساعة أوميجا تم بيعها في مزاد علني.

## أحداث تاريخية

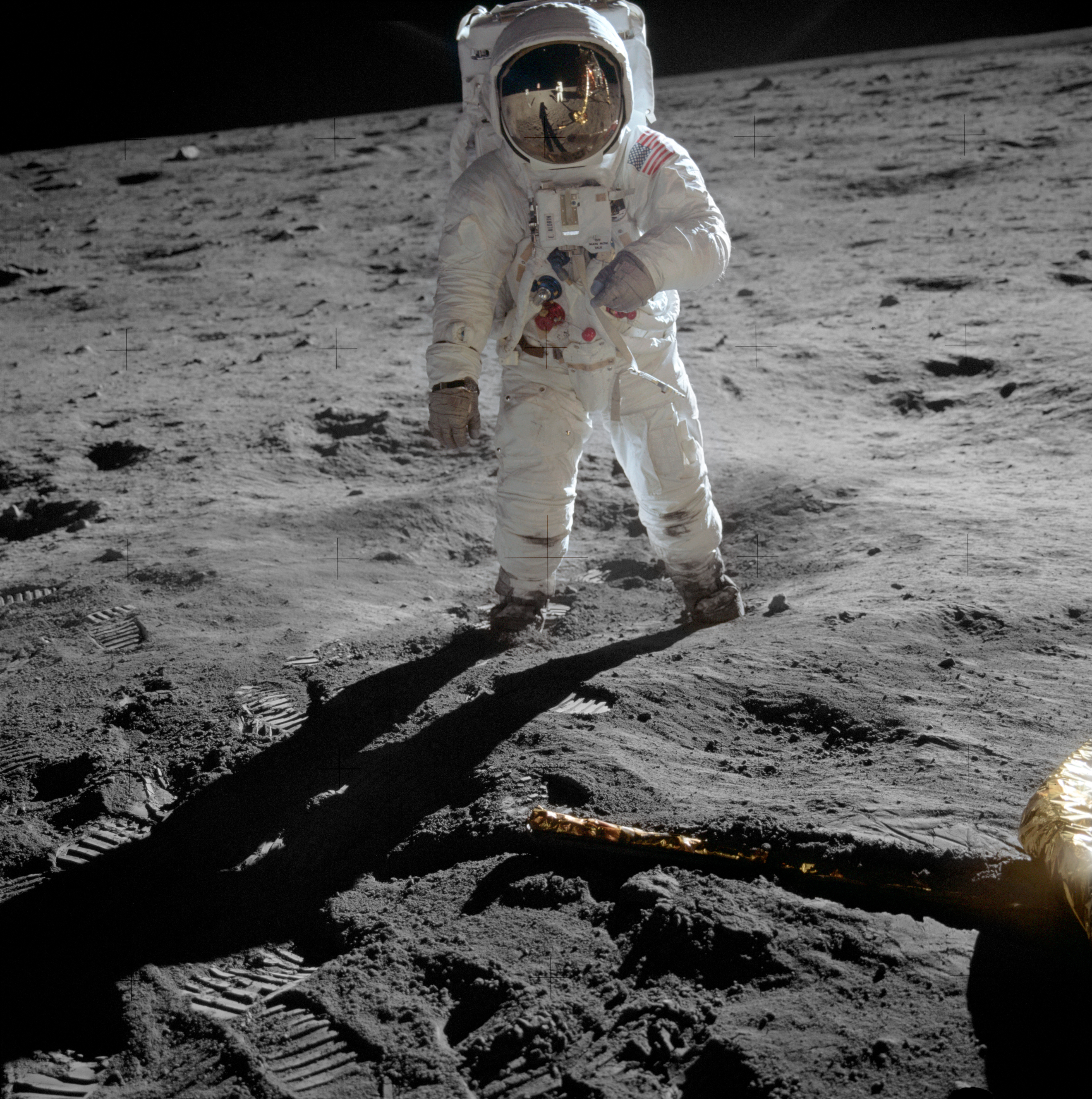
رائد الفضاء بز ألدرن يقفُ على سطح القمر الوصف الكامل: رائد الفضاء بز ألدرن، طيَّار الوحدة الوحدة القمريَّة، يقفُ على سطح القمر قُرب ساق الوحدة القمريَّة، المُسمَّاة العُقاب، خِلال النشاط الخارجيّ لِرُوَّاد مُهمَّة أپولو 11. التقط الرائد نيل آرمسترونغ،قائد المُهمَّة المذكورة، هذه الصُورة بِواسطة كاميرا سطح القمر من طراز 70 مليمتر. في الوقت الذي هبط فيه كُلٌ من آرمسترونغ وألدرن من المركبة القمريَّة لِيستكشفا بحر السكون، بقي الرائد مايكل كولينز في مدار القمر داخل مركبة القيادة ووحدة الخدمة، المُسمَّاة كولومبيا. هذه هي الصُورة الأصليَّة التي التُقطت على سطح القمر بِيد آرمسترونغ، الذي جعل الكاميرا ملويَّةً بعض الشيء كي لا يدخل طرف جهاز الإنعاش، الذي يحمله ألدرن على ظهره، ضمن إطار الصورة. أضف إلى ذلك، قُطع هوائي الإتصالات المُثبَّت على الجهاز المذكور من الصورة أيضًا. عندما نُشر هذه الصورة لِلعُمُوم، أُديرت باتجاه عقارب الساعة في سبيل جعل ألدن يظهر بِوقفةٍ عموديَّة في سبيل جعل مظهره أكثر تناسُقًا، كما أُضيفت منطقة سوداء فوق رأسه في سبيل إعادة إظهار «السماء» القمريَّة السوداء. النسخة المُعدَّلة من هذه الصورة هي أكثر النسخ شُيُوعًا عند العامَّة، لكنَّ النسخة الأصليَّة، الظاهرة أعلاه، هي ذات التعرُّض الضوئي الفعلي

### أول ساعة على القمر
كانت ساعة أوميجا Speedmaster Professional Chronograph أول ساعة على سطح القمر يرتديها بز ألدرن. على الرغم من أن قائد أبولو 11 نيل أرمسترونج كان أول من تطأ قدمه على سطح القمر، إلا أنه ترك ساعته 105.012 Speedmaster داخل الوحدة القمرية لأن الموقت الإلكتروني قد تعطل. اختار ألدرين أن يرتدي ساعته ولذلك أصبحت ساعة Speedmaster أول ساعة يتم ارتداؤها على سطح القمر. ساعة أرمسترونج معروضة الآن في المتحف الوطني للطيران والفضاء في واشنطن العاصمة.